# Șoldanu
Șoldanu est une commune roumaine située dans le județ de Călărași.